# Commerce Court
Commerce Court es un complejo de cuatro edificios de oficinas ubicados en King Street y Bay Street en el distrito financiero de Toronto, Ontario, Canadá. El principal ocupante es el Canadian Imperial Bank of Commerce (CIBC). Los edificios son una mezcla de los estilos arquitectónicos Art decó, estilo internacional, y la temprana arquitectura moderna.

## 1931 North Tower

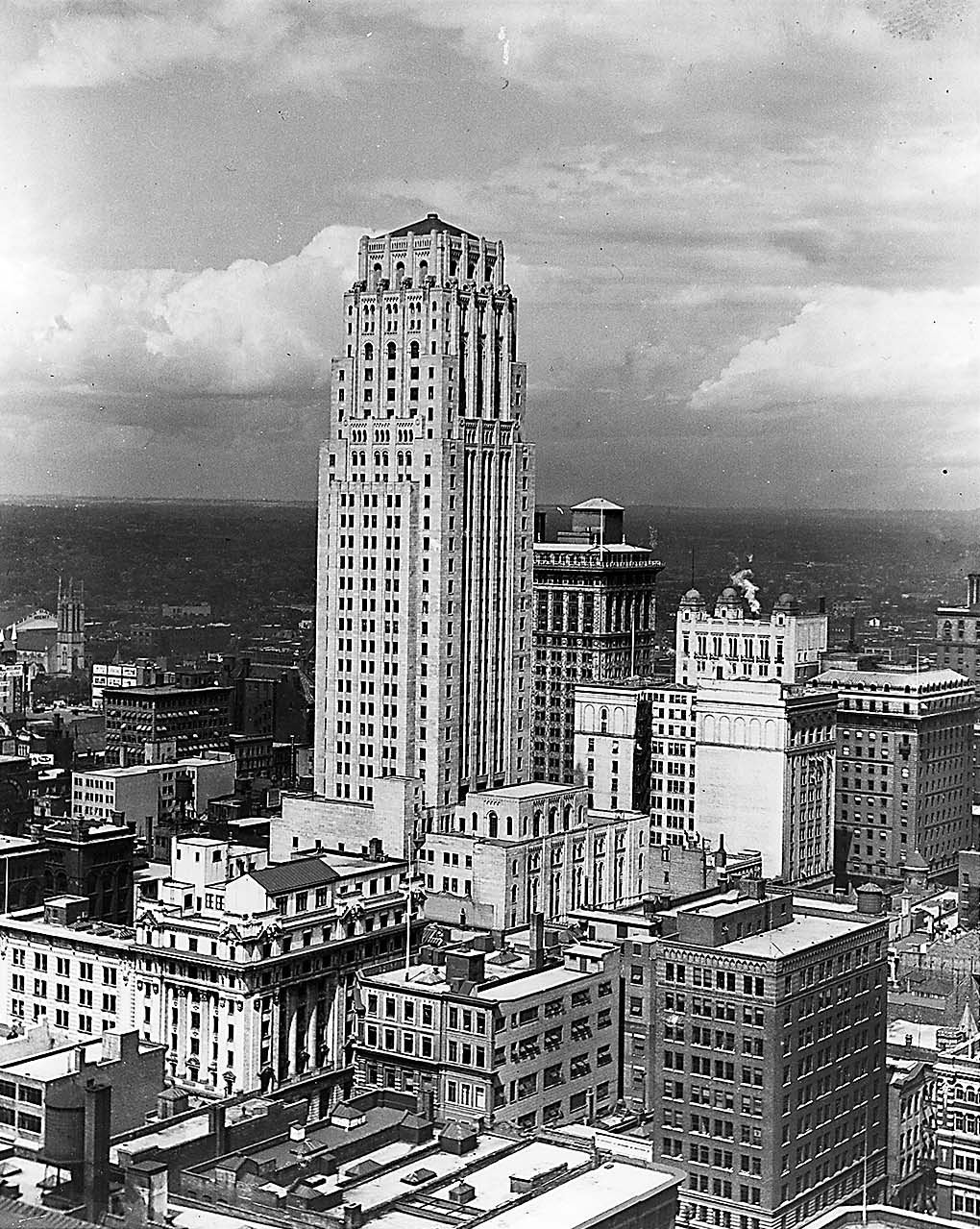
Commerce Court North circa 1930

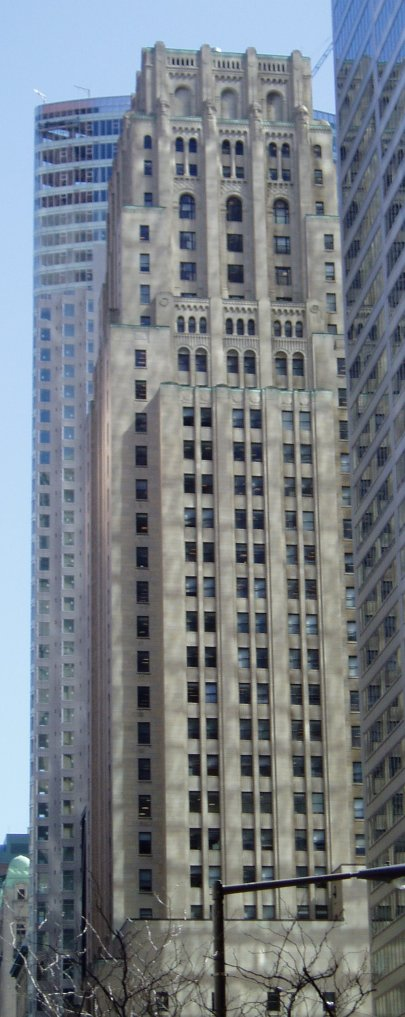
Commerce Court North

El primer edificio, ahora conocido como Commerce Court North, fue construido en 1930 como la sede del Canadian Bank of Commerce, banco precursor del actual principal ocupante. Diseñado por la firma canadiense Pearson and Darling con los especialistas bancarios americanos York and Sawyer como arquitectos consultantes, la torre de 34 plantas, revestida con caliza, fue el edificio más alto en el Imperio británico/Commonwealth durante aproximadamente tres décadas, hasta 1962. En el momento de su construcción, el edificio era una de las sedes corporativas más opulentas de Canadá, e incluía una plataforma de observación pública (cerrada al público posteriormente debido a preocupaciones de seguridad y responsabilidad).

## Edificios posteriores
En 1972, otros tres edificios fueron construidos, creando así el complejo Commerce Court: Commerce Court West de estilo internacional con un muro cortina de vidrio y acero inoxidable diseñado por Pei Cobb Freed & Partners (edificio más alto del complejo con 57 plantas y más alto de Canadá desde 1972–1976). Originalmente, la planta 57 de Commerce Court West era un observatorio. Commerce Court East (1972: 13 plantas) y Commerce Court South (5 plantas) son estructuras de cristal y albañilería diseñadas por Zeidler Partnership Architects en 1972. En 1994, Zeidler Partnership Architects fue encargado para renovar la plaza urbana de Commerce Court, la zona bancaria de la base de Commerce Court West, y la zona comercial de nivel inferior.
El Canadian Imperial Bank of Commerce vendió el complejo en abril de 2000, ahora administrado por GWL Realty Advisors, pero la sede social del banco se mantiene como el mayor ocupante.
El miércoles 9 de enero de 2008, una parte del signo CIBC en la cima del Commerce Court West voló como resultado de ráfagas de viento. La policía acordonó la zona como precaución. Como resultado, Bay St. desde Front hasta Richmond y King St. desde York hasta Yonge fueron cerradas. El servicio de la Toronto Transit Commission (TTC) fue desviado. 
Esto tuvo lugar ocho meses después de que una pieza de un panel de mármol blanco cayera desde la planta 60 de First Canadian Place, y diez meses después de que unas capas de hielo cayeran de la Torre CN.

## Principales inquilinos
- Canadian Imperial Bank of Commerce (CIBC)
- Blake, Cassels & Graydon LLP
- Barrick Gold
- Deloitte & Touche LLP
- Deutsche Bank
- Guardian Capital Group
- Stikeman Elliott LLP

## Otros inquilinos
- Canadian Bankers Association
- Consulado General de México
- Ricoh
- CIBC Wood Gundy

## Commerce Court Plaza
Rodeando el complejo de edificios Commerce Court hay una plaza que incluye una fuente en su centro, y una escultura de bronce de tres piezas de Derrick Stephan Hudson titulada Tembo, Mother of Elephants, completada en 2002. La escultura se instaló en su lugar en 2005, y fue cedida por la L.L. Odette Foundation de Windsor, Ontario.